# NGC 630
NGC 630 este o galaxie lenticulară, posibil eliptică, situată în constelația Sculptorul. A fost descoperită în 23 octombrie 1835 de către John Herschel.